# Martin Latka
Martin Latka (Hluboká nad Vltavou, 28 settembre 1984) è un ex calciatore ceco, di ruolo difensore.

## Carriera

### Club
Nasce nei pressi di České Budějovice, a otto anni è già nella Dynamo České Budějovice dove a 18 anni esordisce in campionato. Gioca quasi un'intera stagione realizzando 3 reti nella Dynamo.
Nel 2003 viene acquistato dallo Slavia Praga.
Nel 2006 passa al Birmingham City FC dove gioca poco, prima di tornare allo Slavia Praga dove vince il campionato. Chiude la sua avventura a Praga giocando poco più di cento incontri di campionato e alcune partite in Europa prima di approdare in Grecia al Panionios GSS.

### Nazionale
Ha partecipato ai Mondiali Under-20 del 2003.

## Palmarès

### Club
- Campionato ceco: 1

Slavia Praga: 2007-2008

### Individuale
- Talento ceco dell'anno: 1

2005